# Charca Dehesa Boyal Navalmoral
Charca Dehesa Boyal Navalmoral este o arie protejată (arie de protecție specială avifaunistică — SPA) din Spania întinsă pe o suprafață de 14,42 ha, integral pe uscat.

## Localizare
Centrul sitului Charca Dehesa Boyal Navalmoral este situat la coordonatele 39°57′32″N 5°35′48″W / 39.958889°N 5.596667°V.

## Înființare
Situl Charca Dehesa Boyal Navalmoral a fost declarat arie de protecție specială avifaunistică în decembrie 2004 pentru a proteja 19 specii de animale.

## Biodiversitate
Situată în ecoregiunea mediteraneană, aria protejată conține 3 habitate naturale: Pseudostepă cu ierburi și specii anuale de Thero-Brachypodietea, Tufărișuri termo-mediteraneene și de pre-deșert, Iazuri temporare mediteraneene.
La baza desemnării sitului se află mai multe specii protejate:
- păsări (18): rață lingurar (Anas clypeata), rață pitică (Anas crecca), rață mare (Anas platyrhynchos), gâscă cenușie (Anser anser), rață roșie (Aythya nyroca), Bubulcus ibis, barză albă (Ciconia ciconia), barză neagră (Ciconia nigra), egretă mică (Egretta garzetta), lișiță (Fulica atra), ciovlica roșcată (Glareola pratincola), cocor (Grus grus), piciorong (Himantopus himantopus), pescăruș râzător (Larus ridibundus), cormoran mare (Phalacrocorax carbo), corcodel mare (Podiceps cristatus), corcodel mic (Tachybaptus ruficollis), nagâț (Vanellus vanellus)
- reptile (1): Mauremys leprosa

Pe lângă speciile protejate, pe teritoriul sitului au mai fost identificate 3 specii de amfibieni, 6 specii de reptile.